# Pentatonix (album)
Pentatonix è il quarto ed eponimo album discografico del gruppo a cappella statunitense Pentatonix, pubblicato nel 2015.

## Tracce
1. Na Na Na – 2:36
2. Can't Sleep Love – 2:53
3. Sing – 2:57
4. Misbehavin' – 3:43
5. Ref – 3:14
6. First Things First – 2:41
7. Rose Gold – 3:43
8. If I Ever Fall in Love (featuring Jason Derulo) – 3:14
9. Cracked – 2:54
10. Water – 3:11
11. Take Me Home – 2:56
12. New Year's Day – 3:38
13. Light in the Hallway – 4:15

## Formazione
- Scott Hoying
- Mitch Grassi
- Kirstin Maldonado
- Avi Kaplan
- Kevin Olusola

## Classifiche
| Classifica (2015) | Posizione raggiunta |
| ----------------- | ------------------- |
| Australia         | 5                   |
| Italia            | 33                  |
| Regno Unito       | 18                  |
| Stati Uniti       | 1                   |